# Ácsárja
Az ácsárja (dévanágari: आचार्य) az, aki az ácsárá-t (आचार), a viselkedés szabályait ismeri vagy tanítja.

## Hinduizmus
Az ácsárja címnek elsősorban a hindu tanító (guru) a birtokosa, aki felruházza a tanítványt a szent zsinórral (upanajana), s a Védákra és a vallási törvényekre (dharma) tanítja. A kifejezés időnként a spirituális vezetőt vagy bármely olyan személyt jelöli, aki behatóan ismeri a hindu hagyományt. A címet gyakran közvetlenül a személynévhez kapcsolják, így lesz például Sankara → Sankarácsárja, Madhva → Madhvácsárja stb.
A hindu hagyományban az öt fő ácsárja:
- Sankara
- Rámánudzsa
- Madhva
- Nimbárka
- Vallabha

A modern kor nevezetesebb ácsárjai:
- Rámakrisna
- Vivékánanda
- Bhaktivinoda Thakur
- Bhaktisiddhanta Sarasvati
- Vinoba Bhave
- A. C. Bhaktivedánta Szvámi Prabhupáda

Szűkebb értelemben az ácsárja cím (tamil: அசாரி) azokra a tamil vaisnava tanítókra vonatkozik, akik Visnu eszközeinek inkarnációiként tisztelték az álvárokat. Az első ilyen tanító Náthamuni volt (9-10. század).

## Buddhizmus
A buddhizmusban az ácsárja (páli: ácsarija) a dharma tanítója, szemben az upádhjájával, aki a viselkedési előírásokat és szabályokat tanítja.

## Dzsainizmus
A dzsainák körében az ácsárjának kulcsfontosságú szerepe van a tanításban és a tanítványi láncolat továbbadásában.

## Fordítás
- Ez a szócikk részben vagy egészben  az   acharya című angol Wikipédia-szócikk fordításán alapul.  Az eredeti cikk szerkesztőit annak laptörténete sorolja fel. Ez a jelzés csupán a megfogalmazás eredetét és a szerzői jogokat jelzi, nem szolgál a cikkben szereplő információk forrásmegjelöléseként.